# Едвард Меєр
Едвард Чарльз Меєр (англ. Edward Charles Meyer; нар. 11 грудня 1928, Сент-Меріс, Елк, Пенсільванія — 13 жовтня 2020) — американський воєначальник, генерал армії США (1979), 29-й начальник штабу армії США (1979—1983).

## Біографія
Військова кар'єра
- червень 1951 — другий лейтенант
- липень 1952 — перший лейтенант
- лютий 1958 — капітан
- червень 1965 — майор
- червень 1972 — підполковник
- березень 1976 — полковник
- серпень 1971 — бригадний генерал[2]
- серпень 1973 — генерал-майор[2]
- жовтень 1976 — генерал-лейтенант[2]
- червень 1979 — генерал

Едвард Чарльз Меєр народився 11 грудня 1928 у містечку Сент-Меріс в окрузі Елк, штату Пенсільванія. У 1951 році закінчив Військову академію США з отриманням військового звання другий лейтенант та був направлений на продовження навчання до Піхотної школи армії у Форт Беннінг. З 1951 по 1952 роки командир взводу роти «C» 25-го моторизованого батальйону, на чолі якого бився на полях битв Корейської війни. До 1953 служив командиром роти, штабним офіцером батальйону у Кореї, згодом переведений до Піхотної школи офіцером-викладачем. У 1957 закінчив курси удосконалення повітряно-десантних військ, командував штабною ротою 501-го парашутного полку, з 1958 по 1959 — командир лінійної роти.
З 1959 до 1960 капітан Меєр навчався у Командно-штабному коледжі армії у Форті Лівенворт, Канзас. Продовжував проходження служби на різних штабних посадах в американській Європейській армії, у штабі Верховного головнокомандувача союзними військами НАТО.
З 1965 по 1966 заступник командира 3-ї бригади 1-ї кавалерійської дивізії у В'єтнамі, надалі командир 2-го батальйону 5-го кавалерійського полку. В 1967 здобув майстра стратегічних наук у Національному Воєнному коледжі у Форті Леслі Макнейр, у Вашингтоні. Після випуску — начальник відділу в офісі планування та операцій Об'єднаного комітету начальників штабів до 1969. У 1970 повернувся до В'єтнаму командиром 2-ї бригади 1-ї кавалерійської дивізії, пізніше — начальник штабу цієї дивізії.
З 1971 по 1972 помічник командира 82-ї повітряно-десантної дивізії з підтримки, після цього заступник коменданта Воєнного коледжу армії США в Карлайлі, Пенсільванія. У серпні 1971 присвоєне тимчасове військове звання бригадний генерал. У 1974 посів посаду заступника начальника штабу з операцій Європейської армії США, з 1974 по 1975 — командир 3-ї піхотної дивізії.
Після командування дивізією прийняв пост помічника заступника та заступника начальника штабу армії США з планування та операцій, перебував на цій посаді до 1979 року. У березні 1976 підвищений у званні до полковника, а у жовтні 1976 — отримав тимчасове військове звання генерал-лейтенант. У червні 1979 обраний начальником штабу армії США, який очолював до червня 1983 року. На посаді керманича сухопутних військ приділяв значну увагу модернізації американської армії у післяв'єтнамський період, наполягаючи на принципі «якість краща за кількість», розвивав довгострокові програми оснащення сухопутних військ озброєнням та військовою технікою, пильно стежив за підтримкою бойової готовності у частинах.
Меєр особисто, який на власному досвіді знав реальний стан справ, що склався в армії США після В'єтнаму, доклав чимало зусиль на вжиття заходів щодо відновлення дисципліни та звільнення персоналу, який демонстрував недисциплінованість, непокору й створював проблеми у військовому середовищі.